# Lykke og krone
Lykke og krone är en norsk svartvit dokumentärfilm från 1962. Filmen skildrar kungahusen i Europa (det norska, brittiska, belgiska och nederländska) samt Iran och furstendömet Monaco.